# ステファン・リストフスキ
ステファン・リストフスキ（Stefan Ristovski、マケドニア語: тефан Ристовски、1992年2月12日 - ）は北マケドニア共和国・スコピエ出身のサッカー選手。NKディナモ・ザグレブ所属。ポジションはDF。北マケドニア代表。
弟のミラン・リストフスキも北マケドニア代表サッカー選手。

## 経歴
2010年1月、パルマFCに4年契約で移籍した。
2011年7月6日、FCクロトーネに期限付き移籍した。
2015年7月、HNKリエカに移籍した。移籍にはリエカのパートナークラブであるスペツィア・カルチョが関わっていたとみられている。
2021年2月2日、NKディナモ・ザグレブに移籍した。

## タイトル
HNKリエカ
- プルヴァHNL：2016-17
- フルヴァツキ・ノゴメトニ・クプ：2016-17

スポルティングCP
- タッサ・ダ・リーガ：2017-18, 2018-19
- タッサ・デ・ポルトガル：2018-19

NKディナモ・ザグレブ
- プルヴァHNL : 1回 (2021-22)